# ميروسلاف دفوراك
ميروسلاف دفوراك (بالتشيكية: Miroslav Dvořák) هو متزحلق نوردي مزدوج تشيكي، ولد في 3 مارس 1987 في ليبيريتس في التشيك.

## وصلات خارجية
- ميروسلاف دفوراك على موقع الاتحاد الدولي للتزلج (التزلج الريفي) (الإنجليزية)
- ميروسلاف دفوراك على موقع الاتحاد الدولي للتزلج (التزلج النوردي المزدوج) (الإنجليزية)
- ميروسلاف دفوراك على موقع اللجنة الأولمبية الدولية (الإنجليزية)
- ميروسلاف دفوراك على موقع أوليمبيديا (الإنجليزية)
- ميروسلاف دفوراك على موقع اللجنة الأولمبية التشيكية (التشيكية)